# A Tribute to Jack Johnson
(A Tribute to Jack Johnson - Yesternow - Recitativo di Brock Peters)
A Tribute to Jack Johnson è un album di Miles Davis pubblicato nel 1971 dalla Columbia Records. Il disco fu registrato come colonna sonora per il documentario di Bill Cayton con lo stesso titolo, che trattava del pugile della categoria dei pesi massimi Jack Johnson.

## Il disco

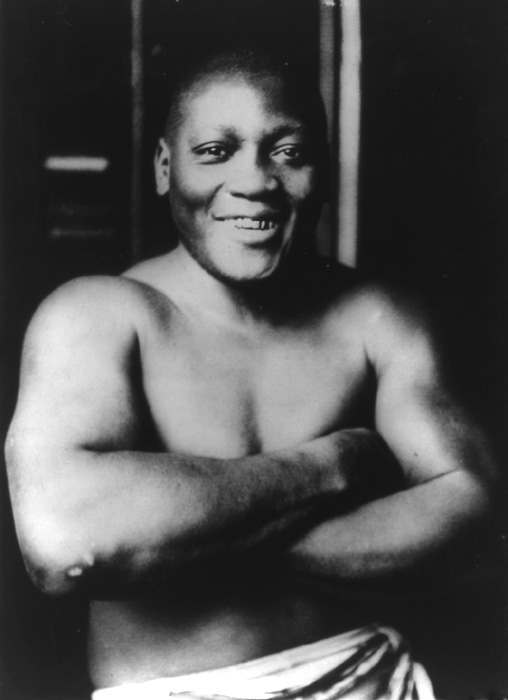
Jack Johnson nel 1915.

La prima sessione di registrazione dell'album si svolse il 7 aprile 1970, ed avvenne in maniera quasi accidentale. John McLaughlin nell'attesa di Davis iniziò ad improvvisare dei riff di chitarra, e venne raggiunto quasi subito da Michael Henderson e Billy Cobham. Venne invitato ad unirsi anche Herbie Hancock, che si trovava nell'edificio, per suonare l'organo Farfisa. Miles Davis arrivò per ultimo e iniziò il suo assolo intorno ai 2 minuti e 19 secondi della prima traccia, Right Off. La seconda traccia, Yesternow, è costruita intorno alla linea di basso modificata della canzone di James Brown Say It Loud - I'm Black and I'm Proud. Yesternow incorpora anche un breve estratto di Shhh/Peaceful, dall'album del 1969 In a Silent Way, e una sezione di circa 10 minuti che comprende diverse "take" del pezzo Willie Nelson, tratte da una sessione del 18 febbraio 1970.
Le due tracce dell'album verranno assemblate in studio dal produttore Teo Macero.
A Tribute to Jack Johnson ebbe un successo commerciale minore rispetto al precedente album di Davis, Bitches Brew, raggiungendo la posizione 159 della Billboard 200 (quarta posizione nella classifica Jazz Albums), mentre Bitches Brew nella stessa classifica era arrivato fino alla posizione 35 (prima posizione nella Jazz Albums). Nonostante questo, alcuni critici e fan considerano Jack Johnson superiore al suo predecessore dal punto di vista musicale: per esempio, il critico Robert Christgau scrisse che "tutti gli sprazzi di luce intravisti in Bitches Brew, in Jack Johnson si riuniscono insieme in un'unica abbagliante luce".

## Tracce
1. Right Off – 26:53
2. Yesternow – 25:34

## Formazione
La prima traccia e circa metà della seconda traccia furono registrate il 7 aprile 1970 da questa formazione:
- Miles Davis - tromba
- Steve Grossman - sax soprano
- John McLaughlin - chitarra elettrica
- Herbie Hancock - organo elettrico
- Michael Henderson - basso elettrico
- Billy Cobham - batteria
- orchestra diretta da Teo Macero
- Brock Peters - narrazione

La seconda parte della seconda traccia (da circa 12:55 in poi) venne registrata il 18 febbraio 1970 da questa formazione:
- Miles Davis - tromba
- Bennie Maupin - clarinetto
- John McLaughlin - chitarra elettrica
- Sonny Sharrock - chitarra elettrica
- Chick Corea - pianoforte elettrico
- Dave Holland - basso elettrico
- Jack DeJohnette - batteria